# 트르피미르 1세

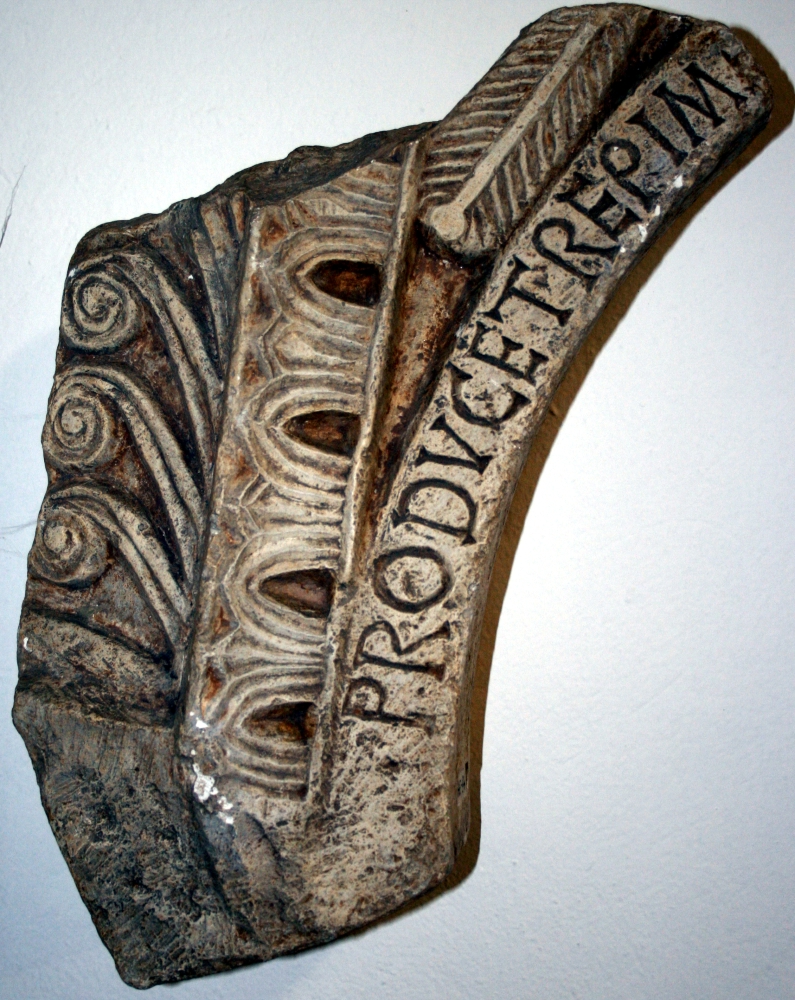
트르피미르 1세의 이름이 새겨진 석재

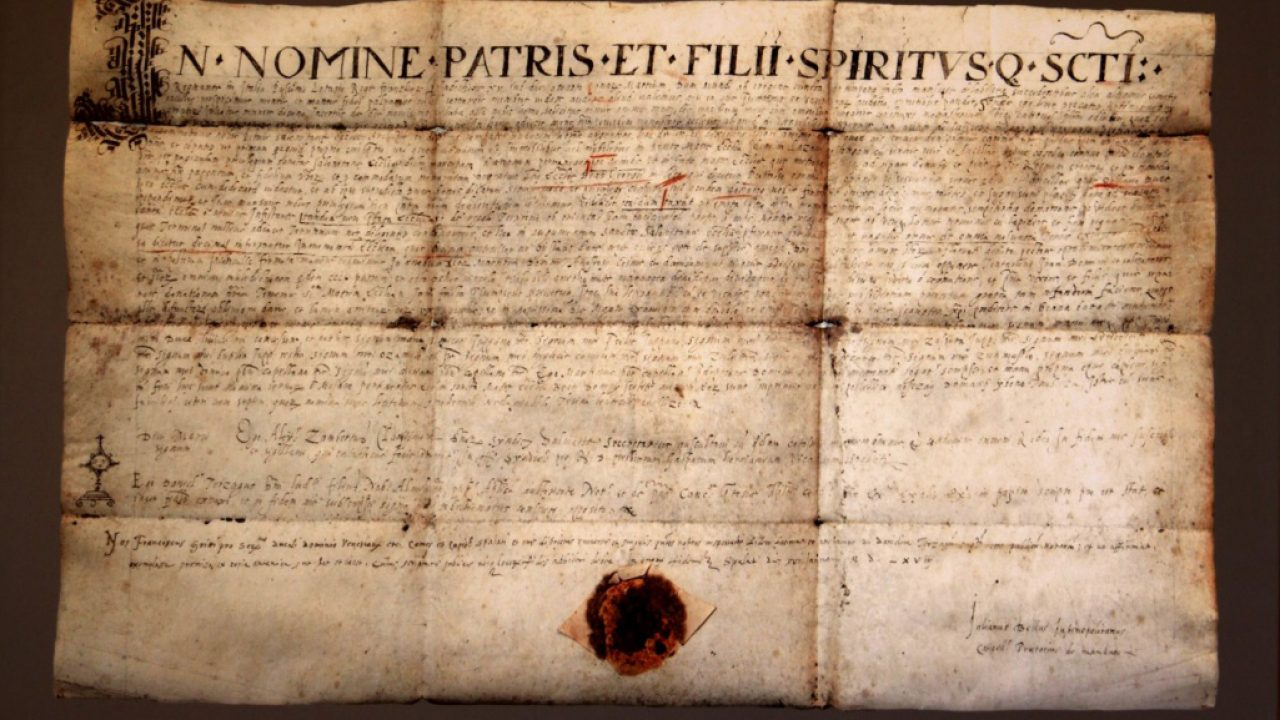
852년에 작성된 트르피미르 1세의 하사장

트르피미르 1세(크로아티아어: Trpimir I, 라틴어: Trepimerus / Trepimero 트레피메루스 / 트레피메로[*], 생년 미상 ~ 864년)는 크로아티아의 공작(재위: 845년경 ~ 864년)이다. 트르피미로비치 왕조(Trpimirović)의 시조이다.

## 생애
845년경에 미슬라브(Mislav) 공작의 뒤를 이어 크로아티아의 공작으로 즉위했다. 846년에는 비잔티움 제국의 지배를 받고 있던 자다르의 장군(스트라테고스)이 이끄는 군대의 공격을 물리쳤다. 854년에는 보리스 1세 국왕이 이끄는 불가리아 제1제국 군대가 크로아티아를 침공했지만 크로아티아 군대의 반격으로 인해 패배하고 만다. 크로아티아와 불가리아는 크로아트인과 불가리아인 간의 공존에 관한 평화 조약을 체결했다.
트르피미르 1세는 852년 3월 4일에 라틴어로 작성된 하사장을 스플리트의 대주교에게 전달했다. 이 하사장은 1568년에 작성된 필사본을 통해 전하고 있다. 트르피미르 1세는 하사장에서 자신을 "하느님의 은총을 받은 크로아트인의 공작"(Dux Chroatorum iuvatus munere divino)으로 묘사했으며 자신이 통치하는 왕국은 "크로아트인의 왕국"(Regnum Chroatorum)으로 묘사했다.
트르피미르 1세는 스플리트의 교회가 크로아티아의 영토에 소유하고 있던 모든 재산을 인정하는 한편 클리스 요새에 있던 자신의 재산을 스플리트의 대주교에게 하사했다. 스플리트의 대주교는 하사에 대한 감사의 표시로 클리스(Klis)와 솔린(Solin) 사이에 위치한 리지니체(Rižinice)에 베네딕도회 수도원을 건설하기 위한 비용을 트르피미르 1세에게 바쳤다.
색슨인 출신의 베네딕도회 신학자인 오르바이스(Orbais)의 고찰크(Gottschalk)는 846년부터 848년까지 트르피미르 1세의 궁전에 거주하는 동안에 트르피미르 1세와 관련된 기록을 남겼다. 고찰크는 이 기록에서 트르피미르 1세를 "슬라브족의 왕"(rex Sclavorum)이라고 명명했고 트르피미르 1세가 비잔티움 제국의 지배로부터 독립을 달성했다고 묘사했다.
트르피미르 1세는 슬하에 3명의 아들(즈데슬라브(Zdeslav), 페테르(Peter), 문치미르(Muncimir))를 두었다. 크로아티아의 공작위는 도마고예비치 가(Domagojević) 출신의 도마고이(Domagoj)가 승계받았다.
|  | 크로아티아의 공작 845년경 ~ 864년 | 후임 도마고이 |

## 같이 보기
- 트르피미로비치 왕조